# L'Amour l'après-midi
Pour les articles homonymes, voir Amour et Après-midi.
Série Six contes moraux
Le Genou de Claire
(1970)
Pour plus de détails, voir Fiche technique et Distribution.
L'Amour l'après-midi est une comédie dramatique française écrite et réalisée par Éric Rohmer et sortie en 1972.
Il s'agit du sixième et dernier volet des Six contes moraux, que Rohmer avait commencé dix ans plus tôt. Le film met en scène un jeune père de famille qui, bien qu'il soit épris de sa femme, se sent à l'étroit dans son mariage. La rencontre avec une vieille amie le conforte dans son désir de vivre deux vies parallèles.

## Synopsis
Frédéric est associé dans un petit cabinet d'avocats parisien qui connaît un grand succès. Sa femme Hélène est professeure d'anglais et attend leur deuxième enfant. Bien qu'il soit épris de sa femme, le jeune père de famille se sent à l'étroit dans son mariage. Il prend régulièrement congé en début d'après-midi et s'adonne à ses rêveries dans un café. La plupart de ces rêveries concernent des femmes qu'il observe dans la rue et qu'il trouve toutes d'autant plus magnifiques qu'elles lui sont inaccessibles. L'un de ses fantasmes consiste à posséder un talisman magique qui lui permettrait d'attirer à lui toute femme qu'il désire.
Un jour, une vieille connaissance apparaît dans son bureau, Chloé, qui a autrefois fait tourner la tête d'un ami d'enfance et qui travaille maintenant dans une boîte de nuit. Au début, Frédéric reste réservé, car il pense qu'elle ne cherche qu'une aide matérielle. Mais plus ils se voient, plus il prend goût aux rencontres régulières avec cette femme séduisante. Bien qu'il cache à sa femme ces rendez-vous, qui ont toujours lieu pendant ses après-midi de congé, il ne se sent pas coupable d'adultère, car il n'y a pas de liaison sexuelle. Pour Frédéric, c'est plutôt la réalisation d'un rêve de longue date de mener deux vies séparées en même temps.
Les aventures de Chloé avec d'autres hommes échouent encore et encore, et lorsque son désir d'enfant se fait plus pressant, elle n'envisage que Frédéric comme père. Chez ce dernier, l'incertitude grandit quant à sa capacité à résister à sa séduction. Finalement, elle l'invite dans son appartement et se présente à lui nue dans son lit. En se déshabillant, Frédéric prend conscience de la situation et s'enfuit de l'appartement, pris de panique. Il prend congé au bureau, car la seule chose qui l'attire est de rentrer chez lui, auprès de sa femme. Lorsqu'il passe l'après-midi avec Hélène pour la première fois depuis longtemps, celle-ci éclate en sanglots.

## Fiche technique
- Titre original : L'Amour l'après-midi
- Réalisation : Éric Rohmer
- Assistants-réalisateurs : 1) Claudine Guilmain , Lorraine Santoni / 2) Claude Bertrand
- Scénario et dialogues : Éric Rohmer
- Décors : Nicole Rachline
- Costumes : Daniel Hechter
- Directeur de la photographie : Néstor Almendros
- Cadreur : Jean-Claude Rivière
- Assistant-opérateur : Philippe Rousselot
- Son : Jean-Pierre Ruh, assisté de Michel Laurent
- Musique : Arié Dzierlatka
- Montage : Cécile Decugis , assistée de Martine Kalfon
- Production : Pierre Cottrell, Barbet Schroeder
- Société de production : Les Films du Losange, Columbia Films S.A.
- Société de distribution : Columbia Pictures
- Pays de production :  France
- Langue originale : français
- Format : couleur (Eastmancolor) - 35 mm - 1,37:1 - son Mono
- Genre : comédie romantique, comédie dramatique
- Durée : 95 minutes
- Date de sortie : 
  - France : 1er septembre 1972

## Distribution
- Bernard Verley : Frédéric Carrelet, un homme d'affaires marié troublé par une fille fantasque
- Françoise Verley : Hélène Carrelet, la femme professeure d'anglais de Frédéric (son épouse également dans la vie)
- Zouzou : Chloé, une jeune femme fantasque, la tentatrice de Frédéric
- Daniel Ceccaldi: Gérard, l'associé de Frédéric
- Malvina Penne : Fabienne, une secrétaire de Frédéric et de Gérard
- Danièle Malat : la cliente de la boutique de confection
- Pierre Nunzi : le vendeur en confection
- Babette Ferrier : Martine, l'autre secrétaire de Frédéric et de Gérard
- Tina Michelino : la passagère du train
- Jean-Louis Livi : le camarade de Frédéric au café
- Sylvaine Charlet : la logeuse
- Irène Skobline : la vendeuse en confection
- Frédérique Hender : Madame M., une invitée des Carrelet
- Claude-Jean Philippe : Monsieur M., un invité des Carrelet
- Suze Randall : la fille au pair anglaise
- Sylvie Badesco : l'étudiante
- Claude Bertrand : l'étudiant
- Françoise Fabian : une femme lors de la séquence du rêve (de Ma nuit chez Maud)
- Marie-Christine Barrault : une femme lors de la séquence du rêve (de Ma nuit chez Maud)
- Haydée Politoff : une femme lors de la séquence du rêve (de La Collectionneuse)
- Laurence de Monaghan : une femme lors de la séquence du rêve (de Le Genou de Claire)
- Gérard Falconetti : un homme lors de la séquence du rêve (de Le Genou de Claire)
- Aurora Cornu: une femme lors de la séquence du rêve (de Le Genou de Claire)
- Béatrice Romand : une femme lors de la séquence du rêve (de Le Genou de Claire)

## Production
L'Amour l'après-midi est la sixième et dernière partie du cycle des Six contes moraux, que Rohmer avait initié en 1962 avec le court métrage La Boulangère de Monceau. Contrairement aux films précédents, le scénario n'est pas tiré d'une nouvelle préexistante, et n'a été achevé que quatre mois avant le début du tournage. Le début, qui montre Frédéric en rêveur que fascine le flot de la vie urbaine, attiré par les femmes croisées dans la rue, est inspiré de la nouvelle Les Nuits blanches de Fiodor Dostoïevski. Dans la séquence de rêve où il subjugue des femmes avec une amulette magique, Rohmer reprend le thème du Genou de Claire : le protagoniste prend le rôle d'un voyeur, d'un manipulateur, d'un directeur des consciences voire d'un réalisateur de cinéma. Dans cette séquence, Rohmer fait référence aux précédents films du cycle en faisant apparaître leurs interprètes féminines avec l'attribut essentiel qui les caractérisait : l'ironie d'Haydée Politoff de La Collectionneuse (1967), la franchise de Françoise Fabian et Aurora Cornu de Ma nuit chez Maud (1969) et du Genou de Claire (1970) ainsi que l'hésitation de Laurence de Monaghan de ce même dernier film. C'est justement Béatrice Romand, la plus sage des personnages (également tirée du Genou de Claire), qui montre au protagoniste les limites de son rêve lorsqu'elle se refuse à lui. Ce sont aussi les limites d'un cinéaste dont l'imagination se heurte à la résistance de la réalité.
Les parallèles entre le réalisateur et son protagoniste vont au-delà de cette séquence : certes, au moment de la réalisation de L'Amour l'après-midi, Rohmer était déjà plus âgé que son personnage, mais il était également jeune marié et père de deux jeunes fils. Il avait également fondé une société de production, Les Films du losange (avec un associé que joue à l'écran Daniel Ceccaldi), il s'entourait de jeunes et jolies secrétaires (jouées dans le film par de vraies secrétaires), mais surtout : il partageait lui aussi son temps entre les soirées en famille, le travail au bureau, les trajets en bus ou en métro pendant lesquels il s'inventait des histoires, et les discussions d'après-midi avec des actrices et des aspirantes actrices. Il menait également deux vies parallèles qui se chevauchaient à peine : l'une sous le nom de Maurice Schérer et l'autre sous son nom d'artiste Éric Rohmer.
Alors que jusqu'à L'Amour l'après-midi, les films de Rohmer tournaient surtout autour de la question du choix (Françoise ou Maud dans Ma nuit chez Maud, Laura ou Claire dans Le Genou de Claire), Rohmer introduit désormais le thème du dédoublement qui traversera son œuvre à venir (particulièrement dans Les Nuits de la pleine lune (1984) ou Triple Agent (2004)), un espoir utopique de dépasser les limites de la conjugalité ou de l'identité en vivant plusieurs vies à la fois. Dans ce sens, la fuite finale de Frédéric pour conjurer le risque d'une union charnelle avec Chloé ne peut pas être comprise comme une simple contradiction entre les paroles et les actes, le logos et la libido, mais comme une reconquête de la liberté qui, comme Rohmer l'a expliqué dans une interview à propos de Conte d'hiver (1992), s'exprime précisément en se limitant. C'est un retour à son état du début du film, celui d'un rêveur qui peut continuer à construire des châteaux en Espagne.

### Attribution des rôles
Rohmer trouve son acteur principal, Bernard Verley, assez tôt. Il le décrit comme un acteur sur la touche qu'il voudrait réhabiliter, « blond, aux yeux bleus, un peu fou : mais mes précédents personnages manquaient trop de folie. Il faut que le film soit un peu plus dément que les autres, plus proche du rêve, plus sinueux, plus touffu ». Il l'observait en secret dans les cafés du quartier de Saint-Germain-des-Prés, notamment au Café de Flore, où il était un habitué. Comme à son habitude, Rohmer essayait d'identifier le plus possible l'acteur à son rôle, ce qui l'amena à choisir la femme de Verley, Françoise, pour jouer Hélène, alors que celle-ci n'avait jusqu'alors travaillé que comme styliste et mannequin, ainsi que sa petite fille pour représenter sa fille à l'écran. D'après Verley qui commente le tournage dans une émission d'Aujourd'hui Madame : « C'est un voleur de hasards, à l'affut de l'imprévu prévu ». Rohmer aurait étudié à l'avance et avec précision les actions et les réactions de ses acteurs. « Il avait beaucoup réfléchi au caractère obsessionnel des gens, aux gestes qu'ils répètent, à leurs réactions. Il profitait de cela, et aussi du hasard qui apporte une légère différence (c'est cette différence qu'il provoquait ». Rohmer avait déjà longtemps flirté avec Zouzou, l'égérie de Saint-Germain-des-Prés. Il voulait d'abord la faire tourner dans La Collectionneuse et planifiait même dans les années 1960 un projet inachevé qui lui était consacré, Les Aventures de Zouzou. Ce qui lui importait, c'était l'altérité radicale entre les deux personnages, une discordance au cœur de la grisaille bureaucratique de du cabinet de Frédéric, qui faisait de leur attirance quelque chose d'inattendu, d'incongru.

### Tournage
Le tournage des scènes extérieures s'est achevé à l'automne 1971. De nombreuses scènes sont tournées autour de la Place Saint-Augustin et de la Gare de Saint-Lazare. Rohmer a ensuite tourné en deux semaines les scènes intérieures dans le studio où, pour des raisons logistiques, le bureau ainsi que l'appartement de Chloé ont été reconstitués. Si le chef opérateur Néstor Almendros s'en félicitait, car cela lui facilitait l'éclairage, c'était un compromis pour Rohmer, qui préférait travailler en décors réels. La scène érotique entre Verley et Zouzou, en particulier, ne fut pas facile pour le réalisateur, qui demanda finalement à son acteur principal de disposer sur le lit le corps nu de Zouzou pour la caméra, tandis qu'il se retirait, gêné, à l'étage supérieur et n'observait la scène que de loin. Dans le film, l'ameublement banal de l'appartement de Chloé rehausse encore la nudité de l'actrice, de sorte qu'elle semble tout droit sortie d'un harem d'Ingres.

## Exploitation
L'Amour l'après-midi enregistre 902 179 entrées en France (dont 275 241 à Paris), ce qui en fait le deuxième film du cycle le plus populaire après Ma nuit chez Maud.

### Accueil critique
La critique contemporaine est cependant partagée sur les intentions prêtées au réalisateur du film. Ainsi, Michel Capdenac, dans Les Lettres françaises, comparait le film de Rohmer à du théâtre de boulevard : « Un boulevard modernisé, repeint à neuf, mis au goût du jour, mais qui ne sait pas voir plus loin que son petit horizon bourgeois, microcosme sentimental fermé sur lui-même, intemporel, complètement coupé des réalités. Les qualités du style ne compensent pas la vacuité du propos qui, sous prétexte d'étudier des caractères, s'accomode fort complaisamment de la morale dominante ». Jean-Louis Bory est encore plus clair dans Le Nouvel Observateur : « Rohmer pose les problèmes humains en termes moraux : c'est le contraire d'une attitude de gauche [...] Dans ce petit monde, les comportements moraux semblent n'avoir d'autre déterminisme que la volonté des personnages : c'est une vision déracinée, idéaliste, donc finalement réactionnaire [...] Le conte moral se fait moralisateur et réactionnaire. S'il doit y a de l'amour l'après-midi, ce sera avec bobonne. La fête sera conjugale ou ne sera pas ». Il y avait cependant aussi des commentateurs qui célébrent Rohmer pour la teneur révolutionnaire de son personnage Chloé, qui défiait le patriarcat par son féminisme et son érotisme. Le réalisateur Jean Eustache a clamé quant à lui son irritation : « Un homme qui fuit une fille nue ! Je n'y comprends rien ».
Aux États-Unis, où Rohmer a présenté le film au Festival du film de New York, L'Amour l'après-midi est même devenu le plus grand succès du cycle. Selon Antoine de Baecque, cela semble imputable à l'intérêt particulier des Américains pour l'adultère à la française, encore renforcé par le fait que celui-ci n'est pas consommé à la fin. Selon Vincent Canby dans le New York Times, Rohmer examine dans le film le « mariage monogame comme s'il s'agissait de la somme totale de la civilisation actuelle ». Bien que les héros de M. Rohmer optent inévitablement pour le célibat, ses films réussissent à être immensément érotiques. « le fait que M. Rohmer se concentre sur des sujets restreints, clairs et précis permet d'entrer en profondeur dans la vie de ses personnages sans les distorsions prétentieuses de la plupart des films qui traitent de métaphores. Parce que Chloë est à peu près ce qu'elle prétend être, le film fonctionne à des niveaux plus profonds ». Pour Roger Ebert, ce film est le meilleur du cycle, « le plus complet, qui se départit du ton unidimensionnel de certains de ses récits précédents ». La scène finale est « sa dernère contribution [au cycle des Conte moraux], et Rohmer nous enjoint d'arrêter de jouer à des jeux et de nous étreindre les uns les autres avec sincérité ».
En Allemagne de l'Ouest, Filmdienst estime que « ce film très dialogué et intellectuellement codé aborde, dans une mise en scène subtile, les conflits et les débats moraux, tout en réussissant constamment à interroger le spectateur sur sa propre situation ». Dans Film-Korrespondenz, Reinhold Jacobi tire la conclusion qu'il ne s'agissait pas, dans les Six Contes moraux, « de répondre à la grande question : "qu'est-ce que la moralité ?" Il s'agit plutôt d'un plaidoyer pour la réflexion sur le bonheur, l'amour, le hasard, le principe de vie ». Dans les pages de Die Zeit, Peter W. Jansen interprète la dénouement du film comme un « impératif moral », mais dont la finalité reste ouverte. S'agit-il d'un impératif « au bonheur, à la défaite, à la résignation, à une douteuse exaltation du foyer familial, à la vertu ou à l'impuissance, à la volonté ou à la faiblesse ? ». Les protagonistes des Six Contes moraux de Rohmer quittent au début les quatre murs de leur demeure pour finalement y revenir à la fin, « certes changés, agacés, perturbés ». Que les films de Rohmer « interrogent la morale de manière critique et ironique et qu'ils laissent en même temps de telles questions ouvertes et les délèguent au spectateur, voilà leur morale artistique ».
Selon le site italien filmtv.it : « Rohmer aborde les deux thèmes qui ont presque entièrement marqué son cinéma : la séduction et la fidélité. Le regard est rigoureux, l'approche de la réalité est immédiate, mais toujours vive et intelligente ».

### Distinctions
- 1972 : meilleur film étranger National Board of Review

## Postérité
En 2007, le comédien américain Chris Rock a sorti un remake de L'amour l'après-midi sous le titre Je crois que j'aime ma femme, avec la participation de l'humoriste Louis C.K.. Certes, le nom de Rohmer n'est pas mentionné au générique et l'intrigue est transposée dans le monde des affaires new-yorkais, mais le film suit dans les grandes lignes le même schéma que l'original. Une différence essentielle réside toutefois dans l'aspect sexuel, qui devient chez Chris Rock la motivation principale de ses personnages. Le film fut un relatif échec critique et commercial outre-Atlantique,.
Sur l'album Strange Mercy de la chanteuse américaine St. Vincent, sorti en 2011, le morceau d'ouverture Chloe in the Afternoon porte le nom du titre américain du film L'Amour l'après-midi. Le contenu de la chanson est également influencé par le film de Rohmer, mais fait de Chloé une dominatrice brandissant un fouet.